# 267

## Hlavy států
- Papež – Dionýsius (259–268)
- Římská říše – Gallienus (253–268)
- Perská říše – Šápúr I. (240/241–271/272
- Kušánská říše – Vášiška (247–267) » Kaniška III. (267–270)
- Arménie – Artavazd VI. (252–283)

Indie:
- Guptovská říše – Maharádža Šrí Gupta (240–280)
- Západní kšatrapové – Rudrasen II (256–278)